# Leclercera mianqiu
Espèce
Leclercera mianqiu est une espèce d'araignées aranéomorphes de la famille des Psilodercidae.

## Distribution
Cette espèce est endémique de Sulawesi en Indonésie. Elle se rencontre vers Palopo.

## Description
Le mâle holotype mesure 2,60 mm et la femelle paratype 2,76 mm.

## Publication originale
- Chang & Li, 2020 : Thirty-one new species of the spider genus Leclercera from Southeast Asia (Araneae, Psilodercidae). ZooKeys, no 913, p. 1-87 (texte intégral).